# Wabi-sabi
Wabi-sabi (侘寂 (sá tịch)) là một thuật ngữ đại diện cho thẩm mỹ Nhật Bản và một thế giới quan của văn hoá Nhật Bản, tập trung vào việc chấp nhận tính phù du (transience) và sự không hoàn hảo. Thẩm mỹ này đôi khi được mô tả như một trong những vẻ đẹp "không hoàn hảo, vô thường, và không đầy đủ". Đây là một khái niệm bắt nguồn từ giáo lý Phật giáo về Tam pháp ấn (三法印 sanbōin), chia ra làm Vô thường (無常 mujō), Khổ (苦 ku) và Vô ngã (空 kū).

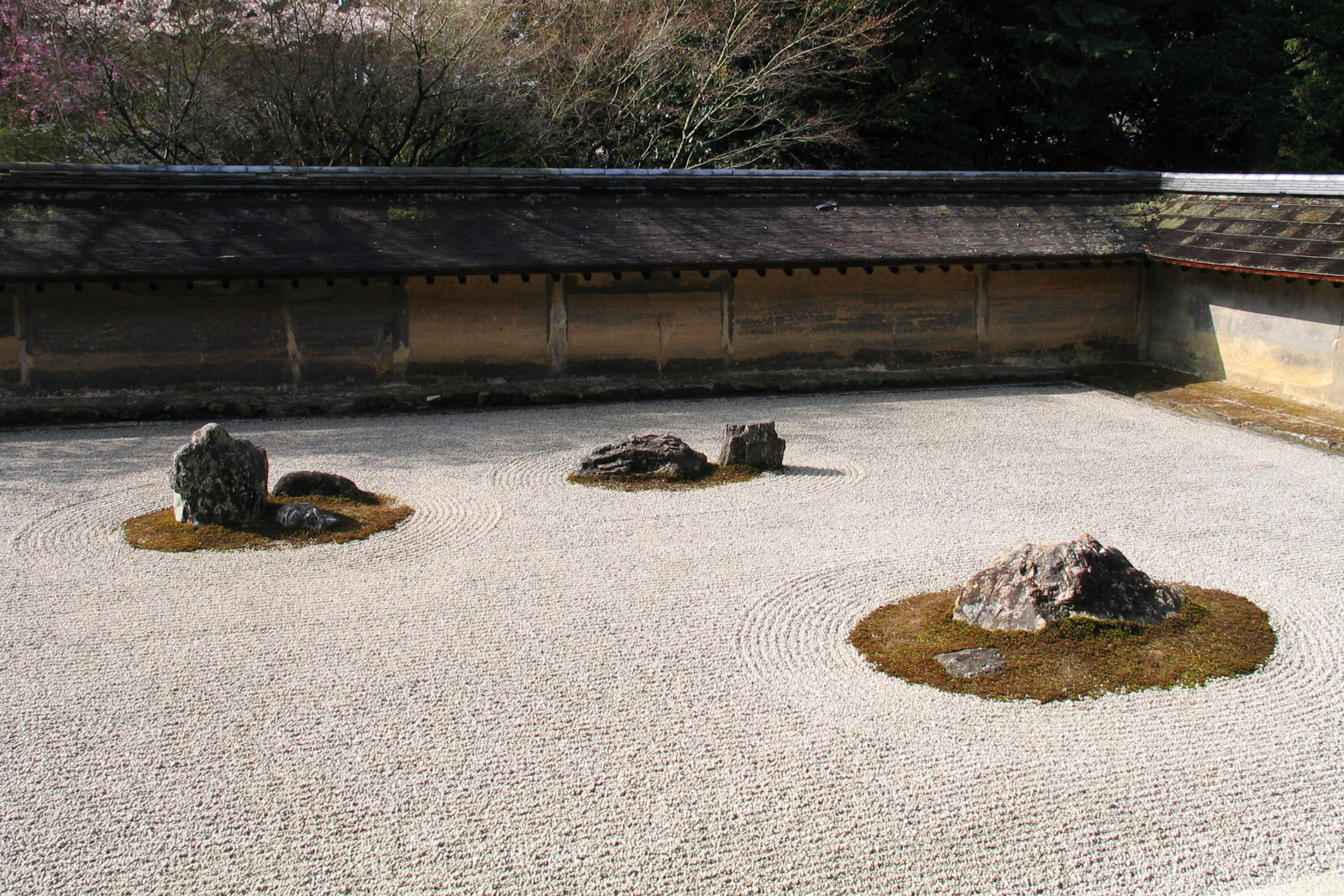
Vườn thiền ở Ryōan-ji. Công trình này được tạo dựng trong thời kì Higashiyama. Bức tường đất sét, ám màu theo thời gian với hai tông màu nâu và cam tinh tế, phản ánh về "wabi", và vườn đá phản ánh "sabi".

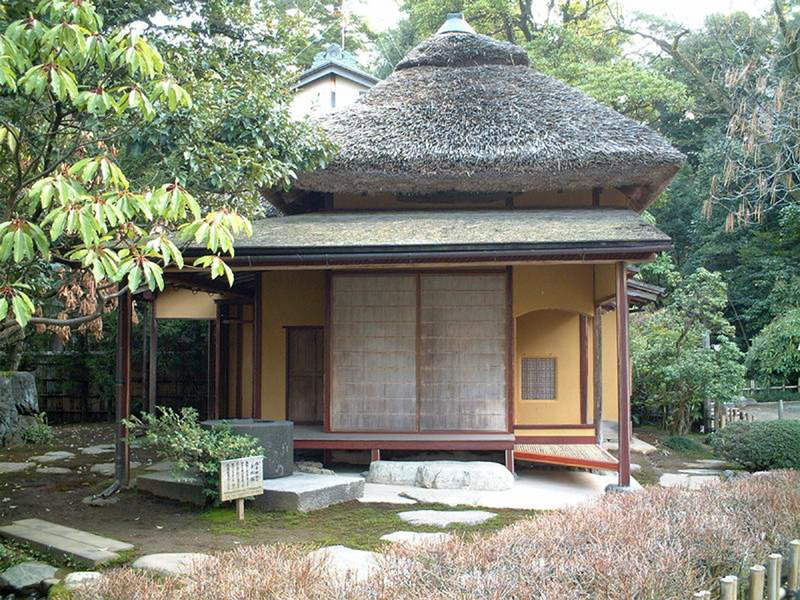
Một chashitsu (ngôi nhà được thiết kế cho tiệc trà đạo) phản chiếu thẩm mỹ wabi-sabi ở vườn Kenroku-en (兼六園)

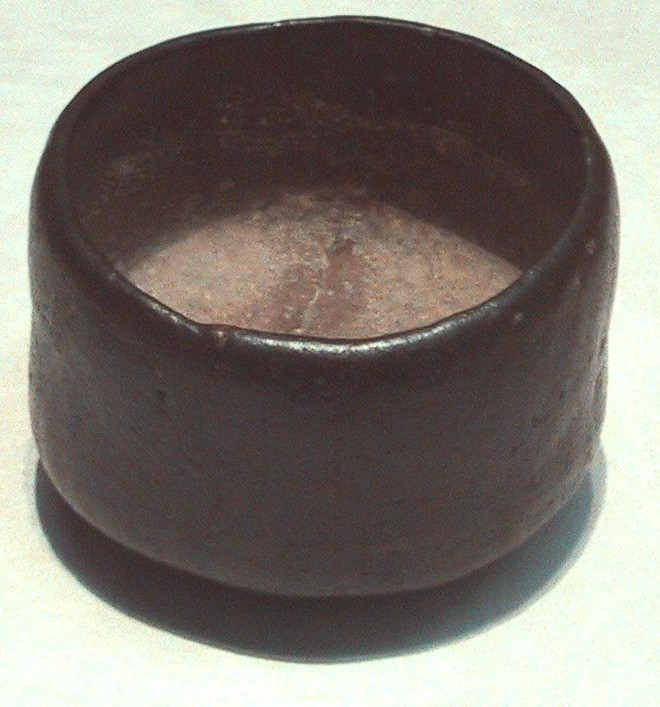
Bát uống trà theo thẩm mỹ wabi-sabi, thời kỳ Azuchi-Momoyama, thế kỷ 16

Đặc điểm của thẩm mỹ wabi-sabi bao gồm sự bất đối xứng (asymmetry), sự không bằng phẳng (roughness), sự lược giản hoá (simplicity), sự cần kiệm (economy), sự khắc khổ (austerity), sự khiêm nhường (modesty), sự gần gũi (intimacy), và sự am tường tính nguyên vẹn đơn sơ mà cách tự nhiên và vạn vật vận hành.

## Mô tả
Theo Leonard Koren, wabi-sabi có thể được định nghĩa là "điểm đáng chú ý và đặc trưng nhất của vẻ đẹp truyền thống Nhật Bản, và nó gần như chiếm vị trí tương tự trong đền Pantheon của các giá trị thẩm mỹ của Nhật Bản như với các lý tưởng về cái đẹp và sự hoàn hảo của Hy Lạp ở phương Tây." ("the most conspicuous and characteristic feature of traditional Japanese beauty and it occupies roughly the same position in the Japanese pantheon of aesthetic values as do the Greek ideals of en:beauty and perfection in the West.") Trong khi đó, Andrew Juniper lưu ý rằng "[nếu] một đối tượng hoặc sự biểu lộ có thể mang lại, trong (tâm hồn) chúng ta, một sự u sầu bình lặng (serene melancholy) và một khao khát tâm linh, thì đối tượng ấy có thể được gọi là wabi-sabi." Với Richard Powell, "[w]abi-sabi nuôi dưỡng tất cả những gì là xác thực bằng cách thừa nhận ba sự thực đơn giản: không gì là mãi mãi, không gì là hoàn toàn, và không gì là hoàn hảo." Tác giả Taro Gold - người cũng là một Phật tử - mô tả wabi-sabi như "trí tuệ và vẻ đẹp của sự không hoàn hảo."
Hai từ wabi và sabi không chỉ mang ý nghĩa đơn giản. Wabi ban đầu tham chiếu đến sự cô độc sống giữa thiên nhiên, xa khỏi xã hội con người; sabi mang nghĩa là "lạnh" ("chill"), "nghiêng" ("lean") hoặc "sự héo tàn" ("withered"). Khoảng thế kỷ thứ 14, những ý nghĩa này bắt đầu thay đổi, mang hàm nghĩa tích cực hơn. Wabi hiện tại bao hàm sự tinh giản hoá, tươi mát hoặc tĩnh lặng một cách mộc mạc, hoặc sự sang trọng được giảm bớt đi, và có thể sử dụng với cả đối tượng tự nhiên và nhân tạo. Nó cũng có thể tham chiếu đến những đường nét lỗi hoặc dị thường phát sinh trong quá trình xây dựng, thứ tạo nên sự độc đáo và sang trọng cho đối tượng. Sabi là vẻ đẹp hoặc sự tĩnh lặng tới theo thời gian, khi sự tồn tại của đối tượng và sự vô thường của nó được chứng thức bởi lớp gỉ sét (hoặc lớp ngả màu do thời gian và không khí tác động) và lớp bên ngoài của nó, hoặc ở bất kì sửa chữa nào có thể nhìn thấy.
Sau nhiều thế kỷ kết hợp ảnh hưởng nghệ thuật và Phật giáo từ Trung Quốc, wabi-sabi sau cùng phát triển thành một lý tưởng Nhật Bản rõ ràng. Theo thời gian, ý nghĩa của wabi và sabi chuyển mình theo hướng vui tươi và hứa hẹn hơn. Khoảng 700 năm trước đây, đặc biệt trong giới quý tộc Nhật Bản, việc hiểu về khoảng trống/chân không/hư không (emptiness) và sự không hoàn hảo được coi như tương đương với bước đầu tiên tới satori (ngộ đạt). Ở Nhật Bản ngày nay, wabi-sabi thường được định nghĩa là "sự am hiểu về sự lược giản mang tính tự nhiên" ("wisdom in natural simplicity"). Trong các quyển sách trưng bày nghệ thuật, nó thường được định nghĩa là "vẻ đẹp không hoàn thiện" ("flawed beauty").
Từ quan điểm kỹ thuật hoặc thiết kế, wabi có thể được hiểu như phẩm chất không hoàn hảo của bất kì đối tượng nào, do những hạn chế không thể tránh khỏi trong thiết kế và xây dựng/sản xuất, đặc biệt là đối với các điều kiện sử dụng không thể đoán trước hoặc có sự thay đổi; và sabi có thể được hiểu như các khía cạnh về việc tin vào sự không hoàn hảo, hoặc cái chết có giới hạn (limited mortality) của bất kỳ đối tượng nào, do đó mà có kết nối âm vị và từ nguyên với từ tiếng Nhật sabi - làm cho gỉ sét. Cụ thể, mặc dù chữ kanji 錆 (sabi, nghĩa là "gỉ sét") và 寂 (sabi, như trên) là khác nhau, cũng như ý nghĩa áp dụng của chúng, mẫu tự ban đầu của chúng (trước khi thành kanji, yamato-kotoba) được cho là giống nhau.

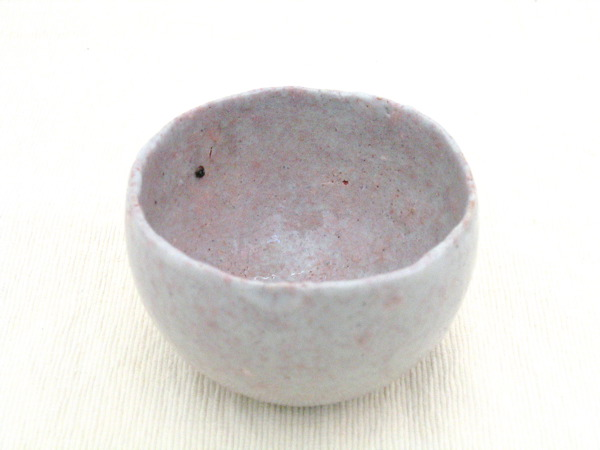
Tách đựng trà hiện đại theo phong cách wabi-sabi

Một ví dụ điển hình của sự hiện thân này có thể được nhìn thấy trong các phong cách nhất định của gốm Nhật Bản. Trong trà đạo Nhật Bản, đồ gốm được dùng thường mộc mạc và có vẻ ngoài đơn giản, ví dụ như đồ gốm Hagi (萩焼), với các hình dáng không thật đối xứng, và các màu sắc hoặc hoạ tiết xuất hiện để nhấn mạnh một phong cách chưa tinh chế hoặc đơn giản. Trong thực tế, điều này cần tới kiến thức và khả năng quan sát của người tham gia để nhận và phân biệt được những dấu hiệu ẩn của một thiết kế hoặc lớp men thật sự xuất sắc (tương đồng với sự xuất hiện của một viên kim cương thô). Điều này có thể được giải thích như một loại của thẩm mỹ wabi-sabi, được tiếp tục khẳng định bằng cách mà màu của lớp tráng men sẽ thay đổi theo thời gian, khi nước nóng được rót vào chúng một cách lặp đi lặp lại (sabi) và sự thật rằng bát uống trà thường bị nứt hoặc mẻ ở dưới trôn bát (wabi), điều tạo nên một dấu ấn riêng cho phong cách Hagi-yaki.
Cả wabi và sabi đều dẫn lối cảm thức về sự trống trải và cô đơn. Theo quan điểm của Phật giáo Đại thừa về vũ trụ, chúng có thể được xem như là những đặc điểm tích cực, đại diện cho sự giải phóng từ một thế giới vật chất và sự siêu việt đến một cuộc sống đơn giản hơn. Bản thân triết lý Đại thừa, tuy nhiên, cảnh báo rằng sự nhận thức chân lý hay còn gọi là giác ngộ không thể đạt được thông qua lời nói hay ngôn ngữ, do đó việc chấp nhận wabi-sabi qua những thuật ngữ không lời có thể là phương pháp thích hợp nhất. Simon Brown ghi chú rằng wabi-sabi mô tả một phương tiện mà nhờ đó học viên có thể học cách sống cuộc sống thông qua các giác quan và chấp nhận cuộc sống như nó vẫn vậy một cách tốt hơn, chứ không phải bị ngắt đoạn bởi những suy nghĩ không cần thiết. Trong ý nghĩa này, wabi-sabi là đại diện vật chất của phái Thiền tông. Ý tưởng rằng được bao quanh bởi những vật có bản chất tự nhiên, dễ đổi thay và độc đáo giúp chúng ta kết nối với thế giới thực của chúng ta và thoát khỏi sự phiền nhiễu tiềm ẩn căng thẳng.
Trong một ý nghĩa, wabi-sabi là một sự tu luyện, theo đó, học viên của wabi-sabi học cách tìm sự thú vị, quyến rũ và vẻ đẹp ở những vật thông thường nhất, tự nhiên nhất. Lá úa vào mùa thu là một ví dụ. Wabi-sabi có thể thay đổi nhận thức của chúng ta về thế giới đến mức mà một vết nứt hoặc vết rạn ở một chiếc bình khiến cho chúng trở nên thú vị hơn và mang tới giá trị tinh thần lớn hơn cho đối tượng. Những vật chất tương tự có sự biến đổi theo thời gian như gỗ đã bóc vỏ, giấy và vải trở nên thú vị hơn khi chúng thể hiện những thay đổi có thể quan sát được theo thời gian.
Khái niệm về wabi và sabi có nguồn gốc từ tôn giáo, nhưng thực tế sử dụng của các từ này trong tiếng Nhật thường khá giản dị. Bản chất mang tính nguyên hợp (syncretic) (là sự kết hợp của những niềm tin khác nhau đôi khi có vẻ mâu thuẫn với nhau về tư tưởng, đặc biệt là những tư tưởng của con người trong giai đoạn sơ khai) của hệ thống tín ngưỡng Nhật Bản cũng nên được chú ý.

## Wabi-sabi trong nghệ thuật Nhật Bản
Nhiều lĩnh vực nghệ thuật Nhật Bản qua hàng nghìn năm qua đã bị ảnh hưởng bởi triết học Thiền tông và Phật giáo Đại thừa, đặc biệt là sự chấp nhận và suy niệm về sự không hoàn hảo, luôn luôn biến chuyển và vô thường của vạn vật. Những nghệ thuật như vậy có thể được minh hoạ như một thẩm mỹ wabi-sabi. Các ví dụ bao gồm:
- Honkyoku (âm nhac shakuhachi truyền thống của các tăng nhân Thiền tông lang thang)
- Ikebana (nghệ thuật cắm hoa)
- Các khu vườn Nhật Bản, vườn thiền và bonsai (những khu vườn nhỏ trong khay)
- Thơ của Nhật Bản
- Gốm của Nhật Bản, Đồ gốm Hagi, Đồ gốm Raku
- Tiệc trà Nhật Bản

Một thẩm định Nhật Bản đương đại của khái niệm này được tìm thấy trong bài luận có ảnh hưởng không nhỏ In Praise of Shadows (Về sự ca ngợi những ảo ảnh) của Tanizaki Jun'ichirō.

## Ứng dụng của phương Tây
Nhà thiết kế Leonard Koren (sinh năm 1948) năm 1994 xuất bản cuốn Wabi-Sabi for Artists, Designers, Poets & Philosophers (Wabi-Sabi cho nghệ nhân, nhà thiết kế, nhà thơ và triết gia) như một khái lược tổng quát về wabi-sabi, phản chiếu nó với lý tưởng của phương Tây về cái đẹp. Theo Penelope Green, cuốn sách của Koren sau đó "trở thành một chủ đề được bàn luận (talking point) về một ý định văn hoá lãng phí về sám hối, và là một hòn đá nền tảng cho các nhà thiết kế ở tất cả các lĩnh vực."
Nghệ nhân gốm Bernard Leach (1887–1979) đã chịu ảnh hưởng sâu sắc tính thẩm mỹ và kỹ thuật của Nhật Bản, và thành lập một phong trào thẩm mỹ châu Âu có ảnh hưởng có bao gồm Dame Lucy Rie và Hans Coper.
Một vài bài thơ haiku tiếng Anh được phỏng theo thẩm mỹ wabi-sabi, với những bài thơ ngắn gọn, tối giản, gợi lên sự cô đơn và ngắn ngủi, như bài thơ của Nick Virgilio: "autumn twilight:/ the wreath on the door/ lifts in the wind" ("hoàng hôn mùa thu:/ vòng hoa trên cửa / bay lên trong gió").
Các tác phẩm của nghệ sĩ người Mỹ John Connell (sinh năm 1940) tập trung vào ý tưởng về wabi.
Trong những năm 1990, khái niệm này được vay mượn bởi những nhà phát triển phần mềm máy tính và được sử dụng trong lĩnh vực lập trình linh hoạt và Wiki để mô tả sự chấp nhận của tình trạng không hoàn hảo còn tiếp diễn, là sản phẩm của những phương pháp này.
Ngày 16 tháng 3 năm 2009, Marcel Theroux dẫn chương trình "In Search of Wabi Sabi" ("Tìm hiểu về Wabi-sabi") trên kênh BBC Four, là một tập của loạt chương trình Hidden Japan. Theroux đi khắp Nhật Bản, cố gắng hiểu được thị hiếu thẩm mỹ của con người nơi đây, bắt đầu bằng việc ra lệnh có phần khôi hài một thử thách từ cuốn sách Living Wabi Sabi của Taro Gold để "yêu cầu người dân trên một đường phố Tokyo mô tả về Wabi Sabi." Theroux đã cho thấy rằng, cũng giống như Gold dự đoán, "họ sẽ có khả năng cung cấp cho bạn một cái nhún vai lịch sự và giải thích rằng Wabi Sabi chỉ đơn giản là không thể giải thích."
Wabi Sabi được tham chiếu trong một tập của King of the Hill, khi Bobby Hill tham gia một cuộc thi chăm hoa hồng. Nhà tài trợ của cậu là một cửa hàng thuốc lá và cho Bobby thấy rằng sự không hoàn hảo của bông hoa hồng khiến chúng tốt đẹp hơn.
Jack Dorsey, nhà sáng lập tỉ phú của Twitter và Square, cũng là một người khuyến khích triết lý Wabi-sabi trong thiết kế.